# HD 23010
HD 23010，又名BD-12 689，SAO 149107、HR 1125，是一颗恒星，视星等为6.49，位于銀經200.36，銀緯-47.4，其B1900.0坐标为赤經3h 36m 29s，赤緯-12° -47.4′ 30″。